# Garges-lès-Gonesse
Garges-lès-Gonesse je město v severní části metropolitní oblasti Paříže ve Francii v departmentu Val-d'Oise a regionu Île-de-France. Od centra Paříže je vzdálené 14,1 km.

## Geografie
Sousední obce: Sarcelles, Arnouville, Bonneuil-en-France, Dugny a Stains.

## Vývoj počtu obyvatel
Počet obyvatel

## Osobnosti města
- Dee Dee Bridgewater (* 1950), americká jazzová zpěvačka a herečka

## Doprava
Město je dosažitelné linkou RER D.